# قتل شبه‌عمد

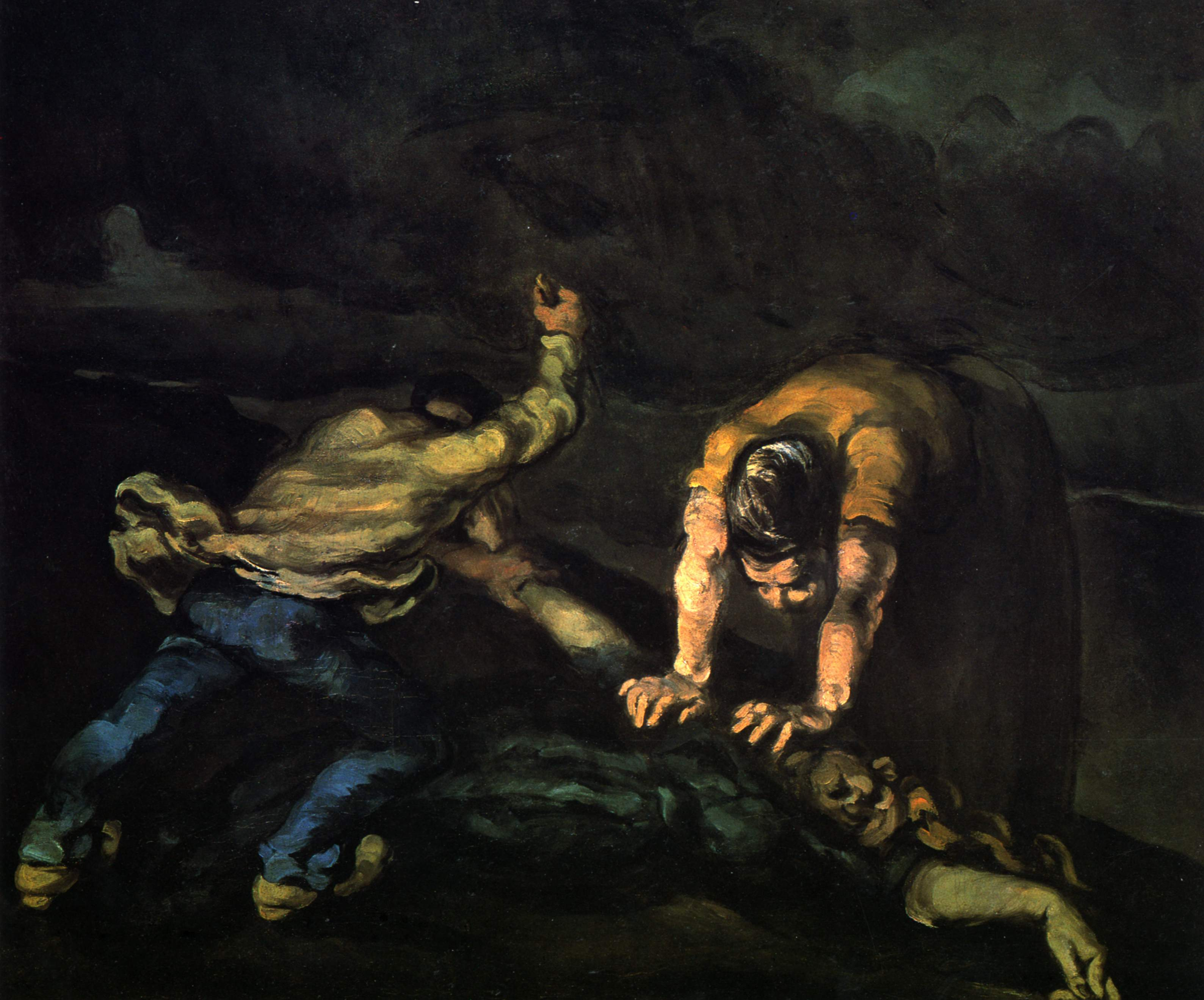
عکسی از پاول سنزه در رابطه با قتل

قتل شبه‌عمد نوعی قتل است که در قوانین عرفی کشورها یک درجه سبک‌تر از قتل عمد است.

## در ایران
ماده ۲۹۱ قانون مجازات اسلامی این موارد را مشمول قتل شبه‌عمد می‌داند:
1. مرتکب یا جانی قصد فعل یعنی ایراد صدمه و آسیب به دیگری را دارد اما قصد نتیجه یعنی مرگ یا فوت دیگری را ندارد و در واقع هدف اصلی جانی مرگ طرف مقابل نمی باشد.
2. هرگاه مرتکب جهل به موضوع داشته باشد (قاتل بتواند ثابت کند مقتول را به اعتقاد به مهدورالدم بودن به قتل رسانده است مانند مردی زن خود را در حین زنا ببیند).
3. هرگاه جنایت به سبب تقصیر (بی مبالاتی) مرتکب واقع شود.